# MTV Movie & TV Awards 2018
La 27e cérémonie des MTV Movie & TV Awards a lieu le 18 juin 2018 à Santa Monica et est retransmise sur la chaîne MTV le 19 juin à 21h00 sur MTV.
De 1992 à 2016, la cérémonie ne récompensait que le cinéma mais depuis 2017, elle récompense aussi les émissions de télévisions.
Les prix récompensent les réalisations de l'année dans le cinéma et la télévision.
Les premières nominations sont annoncées le 4 mai 2018.

## Performances

### Show
- Chloe x Halle – "Warrior"/"The Kids Are Alright"
- DJ Mustard et Nick Jonas – "Anywhere"

## Remettants
- Michael B. Jordan et Mila Kunis – présentent la catégorie “Meilleure révélation”
- Lil Rel Howery et Kyrie Irving – présentent la catégorie “Prestation la plus effrayante”
- Olivia Munn et Zazie Beetz – présentent la catégorie “Meilleur héro”
- Francia Raisa et Yara Shahidi – introduit Chloe x Halle
- Alisha Boe, Dylan Minnette, Katherine Langford et Miles Heizer – présentent la catégorie “Meilleur baiser”
- Kristen Bell et Seth Rogen – présentent la catégorie “Meilleure performance comique”
- Charlamagne tha God, Halsey et Lil Yachty – présentent la catégorie “Meilleure émission de télé-réalité”
- Lakeith Stanfield et Tessa Thompson – présentent la catégorie “Meilleur méchant ”
- Alison Brie et Betty Gilpin – introduit DJ Mustard et Nick Jonas
- Common – présentent la catégorie « Prix du pionnier » pour Lena Waithe
- Casting de Jersey Shore – présentent la catégorie « Meilleure équipe à l'écran »
- Camila Mendes, Madelaine Petsch et Lili Reinhart – présentent la catégorie « Meilleure performance dans une série télévisée »
- Bryce Dallas Howard et Aubrey Plaza – présentent la catégorie « Award d'honneur » pour Chris Pratt
- Zendaya – présente la catégorie « Meilleure performance dans un film »
- Mandy Moore et Amandla Stenberg – présentent la catégorie « Meilleure série télévisée »
- Lady Gaga – présente la catégorie « Meilleur film »

## Palmarès
Les lauréats sont indiqués ci-dessous dans chaque catégorie et en caractères gras.

### Film de l'année(Movie of the Year)
★ Black Panther (Walt Disney Studios Motion Pictures)
- Avengers: Infinity War (Walt Disney Studios Motion Pictures)
- Girls Trip (Universal Pictures)
- Ça (New Line Cinema)
- Wonder Woman (Warner Bros. Pictures)

### Série de l'année(Show of the Year)
★ Stranger Things (Netflix)
- 13 Reasons Why (Netflix)
- Game of Thrones (HBO)
- Grown-ish (Freeform)
- Riverdale (The CW)

### Meilleure performance dans un film(Best Performance in a Movie)
★ Chadwick Boseman – Black Panther
- Timothée Chalamet – Call Me by Your Name
- Ansel Elgort – Baby Driver
- Daisy Ridley – Star Wars, épisode VIII : Les Derniers Jedi
- Saoirse Ronan – Lady Bird

### Meilleure performance dans une série télévisée(Best Performance in a Show)
★ Millie Bobby Brown – Stranger Things
- Darren Criss – American Crime Story : The Assassination of Gianni Versace
- Katherine Langford – 13 Reasons Why
- Issa Rae – Insecure
- Maisie Williams – Game of Thrones

### Meilleure performance comique (Best Comedic Performance)
★ Tiffany Haddish – Girls Trip
- Jack Black – Jumanji: Bienvenue dans la jungle
- Dan Levy – Schitt's Creek
- Kate McKinnon – SNL
- Amy Schumer – Moi, belle et jolie

### Meilleur héro (Best Hero)
★ Chadwick Boseman (T'Challa/Black Panther) – Black Panther
- Emilia Clarke (Daenerys Targaryen) – Game of Thrones
- Gal Gadot (Diana Prince/Wonder Woman) – Wonder Woman
- Grant Gustin (Barry Allen/The Flash) – Flash
- Daisy Ridley (Rey) – Star Wars, épisode VIII : Les Derniers Jedi

### Meilleur méchant (Best Villain)
★ Michael B. Jordan (N'Jadaka/Erik Killmonger) – Black Panther
- Josh Brolin (Thanos) – Avengers: Infinity War
- Adam Driver (Kylo Ren) – Star Wars, épisode VIII : Les Derniers Jedi
- Aubrey Plaza (Lenny Busker) – Legion
- Bill Skarsgård (Pennywise) – Ça

### Meilleur baiser (Best Kiss)
★ Love, Simon – Nick Robinson (Simon) et Keiynan Lonsdale (Bram)
- Jane the Virgin – Gina Rodriguez (Jane) et Justin Baldoni (Rafael)
- Ready Player One – Olivia Cooke (Sam) et Tye Sheridan (Wade)
- Riverdale – K.J. Apa (Archie) et Camila Mendes (Veronica)
- Stranger Things – Finn Wolfhard (Mike) et Millie Bobby Brown (Eleven)

### Meilleur documentaire musical (Best Music Documentary)
★ Lady Gaga – Gaga: Five Foot Two
- Diddy – Can’t Stop, Won’t Stop: A Bad Boy Story
- Demi Lovato – Demi Lovato: Simply Complicated
- JAY-Z – Jay-Z’s "Footnotes for 4:44"
- Dr. Dre et Jimmy Iovine – The Defiant Ones

### Meilleure émission de télé-réalité (Best Reality Series)
★ L'Incroyable Famille Kardashian
- Love & Hip Hop
- Les Real Housewives de Beverly Hills
- RuPaul's Drag Race
- Vanderpump Rules

### Meilleure performance effrayée (Most Frightened Performance)
★ Noah Schnapp (Will Byers) – Stranger Things
- Talitha Bateman (Janice) – Annabelle 2 : La Création du mal
- Emily Blunt (Evelyn Abbott) – Sans un bruit
- Sophia Lillis (Beverly Marsh) – Ça
- Cristin Milioti (Nanette Cole) – Black Mirror

### Voleur de scène (Best Scene Stealer)
★ Madelaine Petsch (Cheryl Blossom) – Riverdale
- Tiffany Haddish (Dina) – Girls Trip
- Dacre Montgomery (Billy Hargrove) – Stranger Things
- Taika Waititi (Korg) – Thor : Ragnarok
- Letitia Wright (Shuri) – Black Panther

### Meilleure équipe à l'écran (Best On-Screen Team)
★ Ça – Finn Wolfhard (Richie), Sophia Lillis (Beverly), Jaeden Lieberher (Bill), Jack Dylan Grazer (Eddie), Wyatt Oleff (Stanley), Jeremy Ray Taylor (en) (Ben), Chosen Jacobs (Mike)
- Black Panther – Chadwick Boseman (T'Challa/ Black Panther), Lupita Nyong'o (Nakia), Danai Gurira (Okoye), Letitia Wright (Shuri)
- Jumanji : Bienvenue dans la jungle – Dwayne Johnson (Smolder), Kevin Hart (Mouse), Jack Black (Shelly), Karen Gillan (Ruby), Nick Jonas (Seaplane)
- Ready Player One –  Tye Sheridan (Wade), Olivia Cooke (Samantha), Philip Zhao (Sho), Win Morisaki (Daito), Lena Waithe (Aech)
- Stranger Things – Gaten Matarazzo (Dustin), Finn Wolfhard (Mike), Caleb McLaughlin (Lucas), Noah Schnapp (Will), Sadie Sink (Max)

### Meilleur combat (Best Fight)
★ Wonder Woman – Gal Gadot (Wonder Woman) vs. German Soldiers
- Atomic Blonde – Charlize Theron (Lorraine) vs. Daniel Hargrave (Sniper), Greg Rementer (Spotter)
- Avengers: Infinity War – Scarlett Johansson (Natasha Romanoff/Black Widow), Danai Gurira (Okoye), Elizabeth Olsen (Wanda Maximoff/Scarlet Witch) vs. Carrie Coon (Proxima Midnight)
- Black Panther – Chadwick Boseman (Black Panther) vs. Winston Duke (M'Baku)
- Thor : Ragnarok – Mark Ruffalo (Hulk) vs. Chris Hemsworth (Thor)

### MTV Trailblazer Award: Prix «pionnière»
- Lena Waithe[3]

### MTV Generation Award: Prix d'honneur
- Chris Pratt[4]